# شركة شمال غرب إفريقيا
شركة شمال غرب إفريقيا هي شركة بريطانية لتجارة الدولية ذات بعد إستعماري على غرار شركة الهند الشرقية وشركة خليج هدسون. أسسها دونالد ماكنزي سنة 1874 بعد أن حصل على تمويل مصرفي بضمانة رجال أعمال من مانشستر. أتخدت من دار البحر بطرفاية مقر لها بهدف التعامل التجاري مع القوافل التجارية الرابطة بين وادنون وتمبكتو.